# Philipp Moog

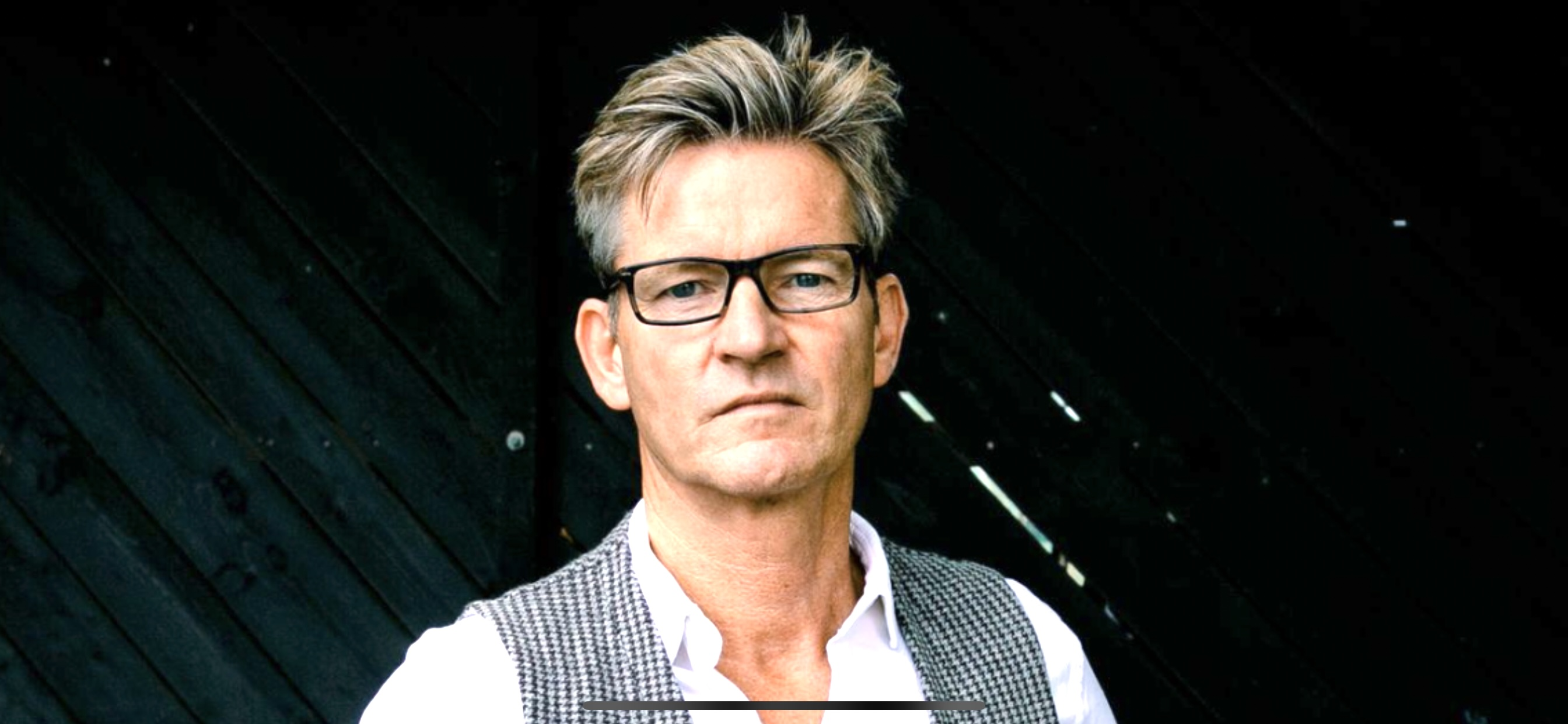
Philipp Moog (2020)

Philipp Moog (* 29. August 1961 in München) ist ein deutscher Schauspieler, Synchronsprecher, Autor, Drehbuchautor sowie Hörspiel- und Hörbuchsprecher.

## Leben

### Film und Fernsehen
Philipp Moog absolvierte seine Ausbildung von 1980 bis 1983 am Zinner Studio in München. 1983 entdeckte ihn Regisseur George Roy Hill und engagierte ihn für seinen US-Kinofilm Die Libelle an der Seite von Diane Keaton und Klaus Kinski. Im Anschluss wanderte Moog in die USA aus und nahm von 1984 bis 1987 ein weiteres Studium an der Neighborhood Playhouse School of the Theatre sowie an der Juilliard School in New York auf. 1987 war er Mitglied in Joanne Woodwards Theatergruppe Actor’s und Director’s Lab.
Nach seiner Rückkehr aus den USA folgten seit Ende der 1980er Jahre zahlreiche Engagements für das deutsche Fernsehen. So trat Philipp Moog häufig in Kriminalserien wie Derrick, Der Alte oder Tatort auf. An der Seite von Dieter Pfaff war er von 2000 bis 2007 festes Ensemblemitglied der ZDF-Krimi-Reihe Sperling, für die er gemeinsam mit seinem Kollegen Frank Röth auch zwei Drehbücher verfasste. In der ORF-Serie Schnell ermittelt verkörperte Moog in den ersten zwei Staffeln den mysteriösen Nachbarn von Kommissarin Angelika Schnell, gespielt von Ursula Strauss. Jenseits des Krimigenres übernahm er Rollen in Komödien wie Ein Fall für Fingerhut und Pilgerfahrt nach Padua. Unter der Regie von Dominik Graf wirkte er in der preisgekrönten Verfilmung des Romans Süden und der Luftgitarrist von Friedrich Ani mit.

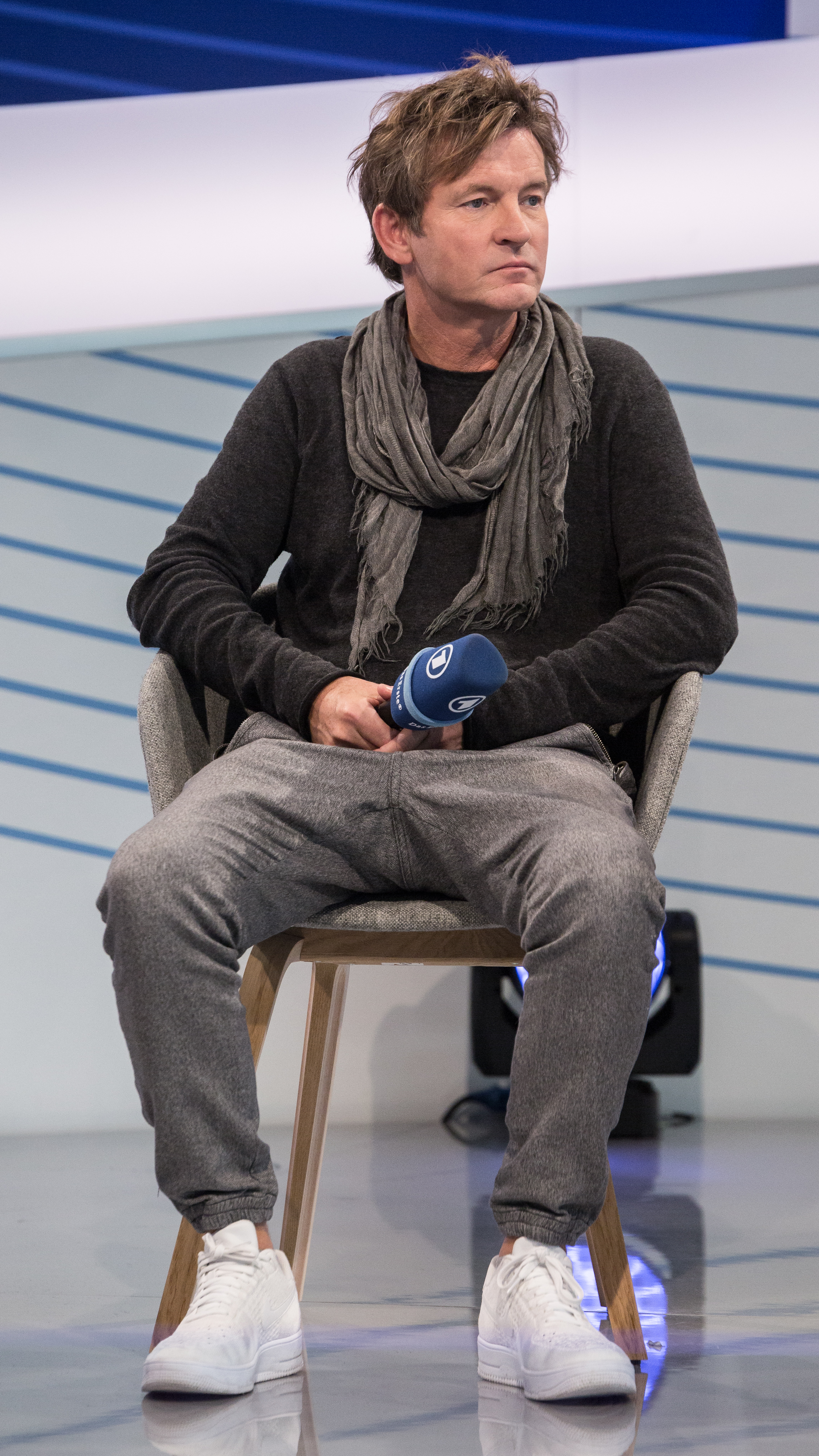
Philipp Moog (2017)

Es folgte die Verfilmung des Bestsellers Die Puppenspieler von Tanja Kinkel. Diese Produktion ist, nach Marias letzte Reise mit Monika Bleibtreu, dem Tatort Der Wüstensohn und dem Polizeiruf 110 – Nachtdienst, die vierte gemeinsame Arbeit mit Regisseur Rainer Kaufmann. In Die Puppenspieler stellt Moog die historische Figur des Heinrich Kramer dar, der die Hexenverfolgung in Deutschland mit dem von ihm Ende des 15. Jahrhunderts verfassten Hexenhammer bis ins 17. Jahrhundert hinein maßgeblich beeinflusste.
In drei Folgen der Netflix-Serie Hindafing verkörperte Moog 2019 Oberst Kurz. 2020 war er Teil des Ensembles um Hannelore Elsner in ihrem letzten Film Lang lebe die Königin.

### Tätigkeit als Autor
Gemeinsam mit seinem Kollegen und Co-Autoren Frank Röth entwickelte und schrieb Moog die RTL-Serie SK-Babies, die in der Kategorie „Beste Serie“ für den Adolf-Grimme-Preis 1997 nominiert wurde. Darüber hinaus zeichnen sie als Drehbuchautoren für mehrere Folgen der ZDF-Reihen Sperling und Der Alte verantwortlich. Von Januar bis Mai 2010 lief in Dieter Hallervordens Schlossparktheater in Berlin die Uraufführung des Theaterstücks Die Nadel der Kleopatra, das von Philipp Moog und Frank Röth verfasst wurde. In den Hauptrollen agierten Cosma Shiva Hagen und Ingrid van Bergen.
Im Herbst 2008 erschien im DuMont-Verlag Philipp Moogs Debütroman Lebenslänglich; im August 2021 folgte sein zweiter Roman Anderwelt im Karl-Rauch-Verlag. Beide Romane wurden von Moog auch als Hörbuch eingelesen.

### Synchronisation
Neben seiner Arbeit vor der Kamera und als Autor ist Philipp Moog seit Beginn der 1980er Jahre als Synchronsprecher tätig. Bekannt ist er vor allem als deutsche Feststimme von Ewan McGregor, für den er erstmals in der schwarzen Filmkomödie Kleine Morde unter Freunden (1994) besetzt wurde. Somit synchronisierte er auch den von McGregor in der Star-Wars-Prequel-Trilogie (1999–2005) gespielten Obi-Wan Kenobi. Außerdem lieh er dem Charakter in den animierten Serien Clone Wars (2005), The Clone Wars (2008–2020) und Rebels (2014–2017), den Hörspielen Labyrinth des Bösen (2006) und Dark Lord (2008) sowie den Filmen Star Wars: Das Erwachen der Macht (2015) und Star Wars: Der Aufstieg Skywalkers (2019) seine Stimme.
Zudem ist er auch die Feststimme von Owen Wilson. Auch synchronisiert er wiederkehrend Filmschauspieler wie Orlando Bloom, Matthew Modine und Guy Pearce. Fernsehzuschauer kennen Philipp Moog unter anderem als deutsche Stimme von Neil Patrick Harris in der US-amerikanischen Sitcom How I Met Your Mother (2005–2014), Mikael Persbrandt in der schwedisch-deutschen Kriminalserie Kommissar Beck – Die neuen Fälle (1998–2009), sowie Jamie Bamber in der Science-Fiction-Serie Battlestar Galactica (2006–2010). Zu einer Auswahl weiterer Rollen gehören die Synchronisation von Christian Slater in Der Name der Rose (1986) und Robin Hood – König der Diebe (1991) sowie Peter Facinelli als Dr. Carlisle Cullen in der Twilight-Saga (2008–2012). Neben Grant Show als Spence Westmore in der Serie Devious Maids – Schmutzige Geheimnisse (2014) lieh er seine Stimme Pedro Pascal als Oberyn Martell in der Serie Game of Thrones und Greg Bryk in der Rolle als Jeremy Danvers in Bitten. In Life of Pi: Schiffbruch mit Tiger von Regisseur Ang Lee synchronisierte er Rafe Spall, der einen kanadischen Schriftsteller spielte. 2005 sprach er die Rolle des Rodney Copperbottom im Animationsfilm Robots, in dem 3D-Animationsfilm Die Legende der Wächter war er die deutsche Stimme der Eule Digger.

### Sprecher
Seine Stimme setzt Moog ferner zur Vertonung von Dokumentationen, Werbespots und Computerspielen ein, darunter als Obi-Wan Kenobi in fast sämtlichen Star-Wars-Videospielen, als Targon in Legend: Hand of God, sowie als Larry Laffer in Leisure Suit Larry: Wet Dreams Don’t Dry.
Als Protagonist Tore Poulsen war Philipp Moog in der für den Deutschen Hörbuchpreis 2012 nominierten und mit dem Ohrkanus 2011 ausgezeichneten Hörspielserie Goldagengården von Marco Göllner engagiert. Moog sprach den Kommentar u. a. für die ZDF-Doku-Reihen Deutschlands große Clans, Krieg und Holocaust – Der deutsche Abgrund sowie die Dokumentation Ein Tag in Auschwitz, die 2020 mit dem Bayerischen Fernsehpreis ausgezeichnet wurde.

## Filmografie (Auswahl)

### Als Schauspieler

#### Filme
- 1984: Die Libelle (The Little Drummer Girl)
- 1989: Herbstmilch
- 1991: Go Trabi Go
- 1992: Schuldlos schuldig
- 1997: Coming in
- 1999: Menschenjagd
- 1999: S.O.S. Barracuda: Der Tod spielt Roulette (Fernsehfilm)
- 2000: Eine Hand schmiert die andere
- 2000: Der Nebelmörder
- 2001: Vera Brühne
- 2003: Nach so vielen Jahren
- 2005: Marias letzte Reise
- 2005: Die Liebe eines Priesters
- 2006: Kunstfehler
- 2007: Angsthasen
- 2007: Ein Paradies für Pferde
- 2008: Kommissar Süden und der Luftgitarrist
- 2009: Tierisch verliebt
- 2010: Ein Sommer in Kapstadt
- 2010: Ein Fall für Fingerhut
- 2011: Pilgerfahrt nach Padua
- 2012: Willkommen in Kölleda
- 2015: Engel der Gerechtigkeit
- 2017: Die Puppenspieler (Zweiteiler)
- 2020: Lang lebe die Königin (Fernsehfilm)
- 2024: Alle Jahre wieder (Fernsehfilm)
- 2025: Petra geht Baden (Fernsehfilm)
- 2025: Robert Lembke – Wer bin ich?

#### Reihen und Serien
- 1985: Die Schwarzwaldklinik (Folge Die Mutprobe)
- 1985: Der Landarzt (Folge Ein neuer Flirt)
- 1987–1997: Derrick (16 Folgen, verschiedene Rollen)
- 1987–2011: Der Alte (17 Folgen, verschiedene Rollen)
- 1989: Forsthaus Falkenau (4 Folgen)
- 1990–1991: Wie gut, dass es Maria gibt (21 Folgen)
- 1992: Praxis Bülowbogen (Fernsehserie, Folge Als Verlobte grüßen)
- 1992: Löwengrube (2 Folgen)
- 1994: Le cascadeur (Folge Le saut de la mort)
- 1994: Blankenese (25 Folgen)
- 1995: Die Männer vom K3 (Folge Ein friedliches Dorf)
- 1995: Großstadtrevier (Folge Ihr Mörder, gnädige Frau)
- 1996: Die Elsässer (Les Alsaciens, Fernsehvierteiler)
- 1996: Die Kommissarin (Folge Säbelrasseln)
- 1997: Der Bulle von Tölz: Waidmanns Zank (Fernsehreihe)
- 1997, 2006: Ein Fall für zwei (2 Folgen, verschiedene Rollen)
- 1998: Der Bulle von Tölz: Mord im Irrenhaus
- 1999: Rosamunde Pilcher: Das große Erbe (Fernsehreihe)
- 1999–2008: Siska (4 Folgen, verschiedene Rollen)
- 2000: Das Traumschiff: Olympia 2000 (Fernsehreihe)
- 2001: Tatort: Tödliche Tagung (Fernsehreihe)
- 2001–2007: Sperling (Fernsehreihe)
  - 2001: Sperling und das Krokodil im Müll
  - 2003: Sperling und der Mann im Abseits
  - 2003: Sperling und die Angst vor dem Schmerz
  - 2004: Sperling und die letzte Chance
  - 2005: Sperling und der Fall Wachutka
  - 2005: Sperling und die Katze in der Falle
  - 2007: Sperling und die kalte Angst
- 2002: Im Namen des Gesetzes (Folge Das Zweite Gesicht)
- 2002, 2013: Küstenwache (2 Folgen, verschiedene Rollen)
- 2002–2015: SOKO München (5 Folgen, verschiedene Rollen)
- 2004–2017: SOKO Kitzbühel (4 Folgen, verschiedene Rollen)
- 2005: Rosamunde Pilcher: Segel der Liebe
- 2005: Tatort: Nur ein Spiel
- 2005, 2014: Die Rosenheim-Cops (2 Folgen, verschiedene Rollen)
- 2006: Der letzte Zeuge (Folge Das rosa Lächeln)
- 2007: Tatort: Der Finger
- 2007: Tatort: Bienzle und die große Liebe
- 2007, 2017: SOKO Köln (2 Folgen, verschiedene Rollen)
- 2008: Wilsberg: Filmriss (Fernsehreihe)
- 2008, 2013: Alarm für Cobra 11 – Die Autobahnpolizei (2 Folgen, verschiedene Rollen)
- 2009–2011: Schnell ermittelt (12 Folgen)
- 2010: Unter Verdacht: Laufen und Schießen (Fernsehreihe)
- 2011: Polizeiruf 110: Cassandras Warnung (Fernsehreihe)
- 2011: Das Duo: Liebe und Tod (Fernsehreihe)
- 2011: Notruf Hafenkante (Folge Schatzsuche)
- 2011–2021: Der Bergdoktor (3 Folgen, verschiedene Rollen)
- 2014: Tatort: Der Wüstensohn
- 2014: Der Staatsanwalt (Folge Heiße Quellen)
- 2015: Hubert und Staller (Folge Das Haus am Moor)
- 2017: Polizeiruf 110: Nachtdienst
- 2017, 2023: Die Chefin (2 Folgen)
- 2017: Wilsberg: Straße der Tränen
- 2019: Hindafing (3 Folgen)
- 2020: Kommissarin Lucas – Die Unsichtbaren (Fernsehreihe)
- 2021: Kanzlei Berger (Folge 1x07)
- 2025: Lena Lorenz: Überväter (Fernsehreihe)

### Als Drehbuchautor
- 1996–1999: SK-Babies (mit Frank Röth, Idee, Konzept, Pilotfilm und Folgen 1–10)
- 2001: Sperling und das Krokodil im Müll (mit Frank Röth)
- 2003: Sperling und der Mann im Abseits (mit Frank Röth)
- 2008: Der Alte – Das zweite Kreuz (mit Frank Röth)

### Als Synchronsprecher (Auswahl)
Ewan McGregor
- 1996: Trainspotting … als Mark Renton
- 1999: Star Wars: Episode I – Die dunkle Bedrohung … als Obi-Wan Kenobi
- 2001: Moulin Rouge … als Christian
- 2002: Star Wars: Episode II – Angriff der Klonkrieger … als Obi-Wan Kenobi
- 2004: Big Fish … als Edward Bloom
- 2005: Star Wars: Episode III – Die Rache der Sith … als Obi-Wan Kenobi
- 2005: Die Insel … als Tom Lincoln
- 2009: Illuminati … als Patrick McKenna
- 2010: Der Ghostwriter … als Der Ghostwriter
- 2012: The Impossible … als Henry Bennett
- 2013: Jack and the Giants … als Elmont
- 2014: Son of a Gun … als Brendan Lynch
- 2015: Star Wars: Das Erwachen der Macht … als Obi-Wan Kenobi
- 2016: Verräter wie wir … als Perry Makepeace
- 2017: Die Schöne und das Biest … als Lumière
- 2017: T2 Trainspotting … als Mark Renton
- 2018: Christopher Robin … als Christopher Robin
- 2019: Doctor Sleeps Erwachen … als Danny Torrance
- 2019: Star Wars: Der Aufstieg Skywalkers … als Obi-Wan Kenobi
- 2020: Birds of Prey: The Emancipation of Harley Quinn … als Roman Sionis/Black Mask
- 2021: Halston … als Roy „Halston“ Frowick
- 2022: Obi-Wan Kenobi … als Obi-Wan Kenobi
- 2024: Ein Gentleman in Moskau … als Graf Alexander Rostov

Owen Wilson
- 2006: Nachts im Museum … als Jedediah
- 2008: Marley & Ich … als John Grogan
- 2009: Nachts im Museum 2 … als Jedediah
- 2010: Woher weißt du, dass es Liebe ist … als Matty
- 2011: Midnight in Paris … als Gil Pender
- 2014: Nachts im Museum: Das geheimnisvolle Grabmal … als Jedediah
- 2015: No Escape … als Jack Dwyer
- 2017: Wunder … als Nate Pullman
- 2021, 2023: Loki … als Mobius M. Mobius
- 2023: Ant-Man and the Wasp: Quantumania … als Mobius M. Mobius
- 2023: Paint … als Carl Nargle
- 2023: Geistervilla … als Kent

Orlando Bloom
- 2001: Der Herr der Ringe: Die Gefährten … als Legolas
- 2002: Der Herr der Ringe: Die zwei Türme … als Legolas
- 2003: Der Herr der Ringe: Die Rückkehr des Königs … als Legolas
- 2004: Troja … als Paris
- 2005: Königreich der Himmel … als Balian von Ibelin
- 2005: Elizabethtown … als Drew Baylor
- 2011: Die drei Musketiere … als Herzog von Buckingham
- 2013: Der Hobbit: Smaugs Einöde … als Legolas
- 2014: Der Hobbit: Die Schlacht der Fünf Heere … als Legolas
- 2017: Unlocked … als Jack Alcott
- 2017: Romans – Dämonen der Vergangenheit … als Malky
- 2021: Needle in a Timestack … als Tommy Hambleton
- 2019, 2023: Carnival Row … als Rycroft Philostrate
- 2024: Red Right Hand … als Cash

Guy Pearce
- 1997: L.A. Confidential … als Det. Lt. Edmund J. Exley
- 2000: Memento … als Leonard
- 2000: Rules – Sekunden der Entscheidung … als  Maj. Mark Biggs
- 2002: The Time Machine … als Alexander Hartdegen
- 2006: First Snow … als Jimmy Starks
- 2008: Traitor … als Roy Clayton
- 2016: Genius – Die tausend Seiten einer Freundschaft … als F. Scott Fitzgerald
- 2018: Spinning Man – Im Dunkel deiner Seele
- 2019: Domino – A Story of Revenge … als Joe Martin
- 2021: A Christmas Carol (Miniserie) … als Ebenezer Scrooge
- 2021: Tom Clancy’s Gnadenlos … als Secretary Clay
- 2022: Memory – Sein letzter Auftrag … als Vincent Serra
- 2022:  A Spy Among Friends … als Kim Philby
- 2023: The Convert … als Thomas Munro
- 2024: Der Brutalist … als Harrison Lee Van Buren

Neil Patrick Harris
- 2000: Ein Freund zum Verlieben … als David
- 2005–2014: How I Met Your Mother (208 Folgen) … als Barney Stinson
- 2011: Die Muppets … als Neil Patrick Harris
- 2011: Die Schlümpfe … als Patrick Winslow
- 2013: Die Schlümpfe 2 … als Patrick Winslow
- 2014: A Million Ways to Die in the West … als Foy
- 2014: Gone Girl – Das perfekte Opfer … als Desi Collings
- 2017–2019: Eine Reihe betrüblicher Ereignisse (25 Folgen)
- 2017: Downsizing … als Jeff Lonowski
- 2021: Matrix Resurrections … als Der Analytiker
- 2022: Massive Talent … als Richard Fink

James Arnold Taylor
- 2003–2005: Star Wars: Clone Wars … als Obi-Wan Kenobi
- 2008:  The Clone Wars (Film) … als Obi-Wan Kenobi
- 2008–2014, 2020: Star Wars: The Clone Wars (Fernsehserie, 75 Folgen) … als Obi-Wan Kenobi
- 2014: Star Wars Rebels (1 Folge) … als Obi-Wan Kenobi

weitere
- 1994: Johnny Depp in Ed Wood … als Ed Wood
- 1997: Jay Mohr in Der gebuchte Mann … als Nick
- 1999: Giovanni Ribisi in The Virgin Suicides – als Erzähler aus dem Off.
- 2004: Ben Miller in Der Prinz und Ich … als Soren
- 2005–2010, seit 2020: John Barrowman in Doctor Who … als Captain Jack Harkness
- 2016–2017: Thomas Jane in The Expanse … als Josephus Miller
- 2018: Michael Cerveris in Gotham … als Professor Pyg / Lazlo Valentin
- 2020: Matthew Rhys in Willkommen im Haus der Eulen … als Imperator Belos
- 2023: Alexander Maniatis in One Piece (Fernsehserie) … als Beauregard / Käpt'n Black
- 2023: Jean Henry in One Piece (Fernsehserie) … als Leutnant Fullbody

### Dokumentationen (Auswahl)
- 2017–2020: Deutschlands große Clans
- 2020: Ein Tag in Auschwitz
- 2022: Ganz normale Männer – Der vergessene Holocaust
- 2023: Die Wohlgesinnten – Im Kopf eines Nazis
- 2024: Terra X History – Überlebt! Tsunami 2004

### Werke
- Lebenslänglich. Roman, DuMont Verlag, 2008, ISBN 978-3-8321-8075-1
- Die Nadel der Kleopatra. Theaterstück, Felix-Bloch-Erben Verlag, 2009
- Toter Mann. Kurzgeschichte aus der Krimi-Anthologie Tod am Starnberger See – Krimis aus dem Fünf-Seen-Land von Sabine Thomas, Gmeiner-Verlag, 2011, ISBN 978-3-8392-1103-8
- Anderwelt. Roman, Karl Rauch Verlag, 2021, ISBN 978-3-7920-0274-2

## Hörspiele (Auswahl)
- 2006–2007 (Komplett Veröffentlichung 2007, BookBeat: 2017): Star Wars: Labyrinth des Bösen (nach dem gleichnamigen Roman von James Luceno) als Obi-Wan Kenobi – Buch und Regie: Oliver Döring – ISBN 978-3-8291-2087-6
- 2008: Star Wars: Dark Lord (nach dem Roman Dunkler Lord: Der Aufstieg des Darth Vader von James Luceno) als Obi-Wan Kenobi – Buch und Regie: Oliver Döring – ISBN 978-3-8291-2157-6
- 2017 (Audible): Die Schöne und das Biest (Das Original-Hörspiel zum Disney Real-Kinofilm) (Die Schöne und das Biest (2017))
- 2020: Jan Smith: Killer by Nature (Das Böse in uns), Audible Original
- 2020: Markus B. Altmeyer: Der Adventskalender, FYEO
- 2020 (Audible): Star Wars – Angriff der Klonkrieger. Das Original-Hörspiel zum Kinofilm, als Obi-Wan Kenobi

## Hörbücher (Auswahl)
- 2008: Philipp Moog: Lebenslänglich. Hörbuch gelesen vom Autor, Patmos Verlag, Düsseldorf, ISBN 978-3-491-91289-2
- 2011: Georg Büchner, Peter Michalzik: Lenz, Edition Quartino,
- 2012: A. D. Miller: Die eiskalte Jahreszeit der Liebe, Argon Verlag, ISBN 978-3-8398-1194-8
- 2012 (Audible): Jules Verne: In 80 Tagen um die Welt, Oetinger Media, ISBN 978-3-8373-0944-7
- 2015: Mario Giordano: Tante Poldi und die sizilianischen Löwen, Lübbe Audio, ISBN 978-3-7857-5077-3
- 2016: Mario Giordano: Tante Poldi und die Früchte des Herrn, Lübbe Audio, ISBN 978-3-404-17523-9
- 2017: Terry Brooks: Star Wars: Episode I – Die dunkle Bedrohung (Romanadaption), Random House Audio, ISBN 978-3-8371-3645-6
- 2017: R. A. Salvatore: Star Wars: Episode II – Angriff der Klonkrieger (Romanadaption), Random House Audio, ISBN 978-3-8371-3647-0
- 2017: Matthew Stover: Star Wars: Episode III – Die Rache der Sith (Romanadaption), Random House Audio, ISBN 978-3-8371-3649-4
- 2021: Anderwelt. Hörbuch gelesen vom Autor, Karl Rauch Verlag/Audible

## Nominierungen
- 1997: Adolf-Grimme-Preis in der Kategorie „Beste Serie“ für SK-Babies
- 2008: Deutscher Preis für Synchron in der Kategorie „Herausragende männliche Synchronarbeit“ als deutsche Stimme von Laurent Stocker in Zusammen ist man weniger allein[3]

## Auszeichnungen
- 1997: Adolf-Grimme-Preis als Ensemblemitglied des Fernseh-Vierteilers Die Elsässer
- 2006: Adolf-Grimme-Preis mit Gold als Ensemblemitglied des Fernsehfilms Marias letzte Reise
- 2011: Die Silhouette (Publikumspreis) in der Kategorie „Synchronschauspieler/Serie – Hauptrolle“ als deutsche Stimme von Neil Patrick Harris in How I Met Your Mother
- 2016: Deutscher Hörbuchpreis als Bester Sprecher Unterhaltung für Tante Poldi und die sizilianischen Löwen